# Windows Server 2022
Windows Server 2022 is de 10e en huidige grote release van het Windows Server-besturingssysteem (Long Term Servicing Channel, LTSC) van Microsoft Corporation, als onderdeel van de Windows NT-familie. Het werd aangekondigd tijdens het Ignite-evenement van Microsoft van 2 tot 4 maart 2021. Het werd uitgebracht op 18 augustus 2021, bijna 3 jaar na Windows Server 2019 en een paar maanden vóór het besturingssysteem Windows 11.
Windows Server 2022 is gebaseerd op de codebasis "Iron". De updates zijn niet compatibel met het Windows 10-besturingssysteem, omdat de codebase "Iron" daar niet voor werd gebruikt. Net als zijn voorganger, Windows Server 2019, is een x64-processor vereist.

## Geschiedenis
Op 22 februari 2021 kondigde Microsoft aan dat Windows Server 2022 op 2 maart zou verschijnen.
Op 3 maart 2021 kondigde Microsoft aan dat Windows Server 2022 zou verschijnen als een preview-build op Windows Update. Windows Server 2022 werd op 18 augustus 2021 beschikbaar voor klanten.
In september 2021 kondigde Microsoft de release aan van SQL Server 2022, die later in maart 2022 zou verschijnen.
In juni 2022 heeft Microsoft optionele "C"-updates uitgebracht waarmee gebruikers aankomende oplossingen voor Windows Server 2022 (KB5014665) kunnen testen. Hoewel deze optionele "C"-updates connectiviteitsproblemen oplossen bij het gebruik van wifi-hotspots van de Wi-Fi Alliance na het installeren van Windows NT-updates, zijn er ook problemen gemeld waarbij LLTP/SSTP-VPN-clients en RDP geen verbinding konden maken na het implementeren van deze optionele "C"-updates.

## Functies
Windows Server 2022 heeft de volgende kenmerken:

### Beveiliging
- TPM 2.0
- Beveiligde kernserver; Credential Guard en door hypervisor-beschermde code-integriteit (HVCI).
- UEFI veilig opstarten
- Boot DMA-bescherming
- DNS-over-HTTPS
- AES-256-codering op SMB

### Opslag
- Opslagmigratieservice (SMS)
- Server Message Block (SMB)-compressie
- Opslagbeveiliging en prestaties

### Cloud
- Hybride mogelijkheden van Azure

### Software
- Microsoft Edge

## Versies

### Essentiels
Alleen verkrijgbaar via Microsoft OEM-partners.
- Bedoeld voor kleine bedrijven
- Ondersteunt maximaal 25 gebruikers en 50 apparaten
- Geen clienttoegangslicenties (CAL's) vereist

### Standard
- Bedoeld voor fysieke of zwakke VCC-omgevingen
- Slechts twee virtuele machines en één Hyper-V-host worden bruikbaar geacht.

### Datacenter
- Bedoeld voor sterk gevirtualiseerde datacenters en cloudomgevingen

### Azure Datacenter
- Ontworpen voor het Microsoft Azure-platform

## Hardwarevereisten

### Minimum
| Hardware | Vereiste |
| -------- | --- |
| CPU      | 1,4 GHz x86-64-processor |
| RAM      | 2 GB |
| Schijf   | Ten minste 32 GB vrije ruimte |
| GDR      | display met 1024 x 768 pixels |
| Netwerk  | - Een draadloze adapter die 802.11 ondersteunt, of - Een ethernet-adapter die ten minste 1 Gbit per seconde aankan, of - Netwerkkaart met een minimumbandbreedte van 1 Gbit |
| Firmware | UEFI 2.3.1c-gebaseerd systeem en firmware die secure boot ondersteunt (alleen vereist voor sommige functies)                                                                |
| Security | Trusted Platform Module 2.0 (alleen vereist voor sommige functies) |